# 모리오카 리쿠
모리오카 리쿠(일본어: 森岡 陸, 1998년 11월 20일~)는 일본의 축구 선수이다.

## 구단 경력
그는 2021년 J2리그의 주빌로 이와타에 입단했다. 2021년 J2리그 우승으로 J1리그로 승격했다. 2022년후 J2리그에 강등했다. 2023년 J2리그 준우승으로 J1리그로 승격했다. 2024년후 J2리그에 강등했다.